# Campylaspis mauritanica
Campylaspis mauritanica är en kräftdjursart som beskrevs av Mihai Bacescu och Maradian 1972. Campylaspis mauritanica ingår i släktet Campylaspis och familjen Nannastacidae. Inga underarter finns listade i Catalogue of Life.